# Eduard Brasse
Eduard Heinrich Brasse (* 1825 in Niederdresselndorf; † 1886 in Siegen) war ein Politiker (NLP) und Bürgermeister der Stadt Siegen von 1862 bis 1876.
Brasse wurde Siegener Bürgermeister ab 27. Januar 1862 und war dies bis zu seinem Rücktritt zum 1. August 1876.
1874 stellte sich Brasse in einer Ersatzwahl zum 2. Deutschen Reichstag 1874, erhielt aber zu wenig Stimmen für eine Wahl als Nachfolger von Heinrich von Achenbach.